# Kemer (district, Burdur)
Kemer is een Turks district in de provincie Burdur en telt 4714 inwoners (2000). Het district heeft een oppervlakte van 254 km². Hoofdplaats is Kemer.
De bevolkingsontwikkeling van het district is weergegeven in onderstaande tabel.
| 1997 | 2000 | 2007 |
| ---- | ---- | ---- |
| 4833 | 4714 |      |